# Оравсько-Списький конфлікт

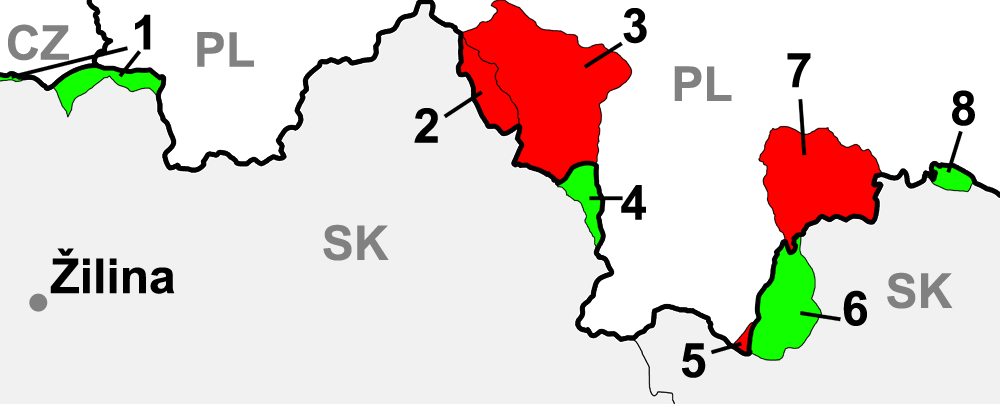
Мапа спірних територій. Орава: № 3 — район Яблонки, що відійшов до Польщі; № 2 — район Ліпниці, що відійшов до Польщі в обмін на № 4; № 4 — Гладовка та Суха Гора. Спиш: № 7 — район Нова-Бяли (Польський Спиш), що відійшов до Польщі; № 8 — район Лішниці, що відійшов до Чехословаччини; № 6 — район Яворини, що відійшов до Чехословаччини.

Оравсько-Списький конфлікт — один з польсько-чехословацьких прикордонних конфліктів щодо належності прикордонних територій Орави та Спишу. Суперечка розпочалася після утворення незалежних Польської та Чехословацької республік у 1918 році, і остаточно була розв'язана у 1958 році.

## Історія питання
В Австро-Угорщині Орава та Спиш були окремими жупами у складі Транслейтанії (земель угорської корони). З півночі вони межували з Королівством Галичини та Лодомерії, що входило до Цислейтанії (землі австрійської корони). Населяли ці місця гуралі, що займали проміжне становище між словаками та поляками.

## 1918-1920

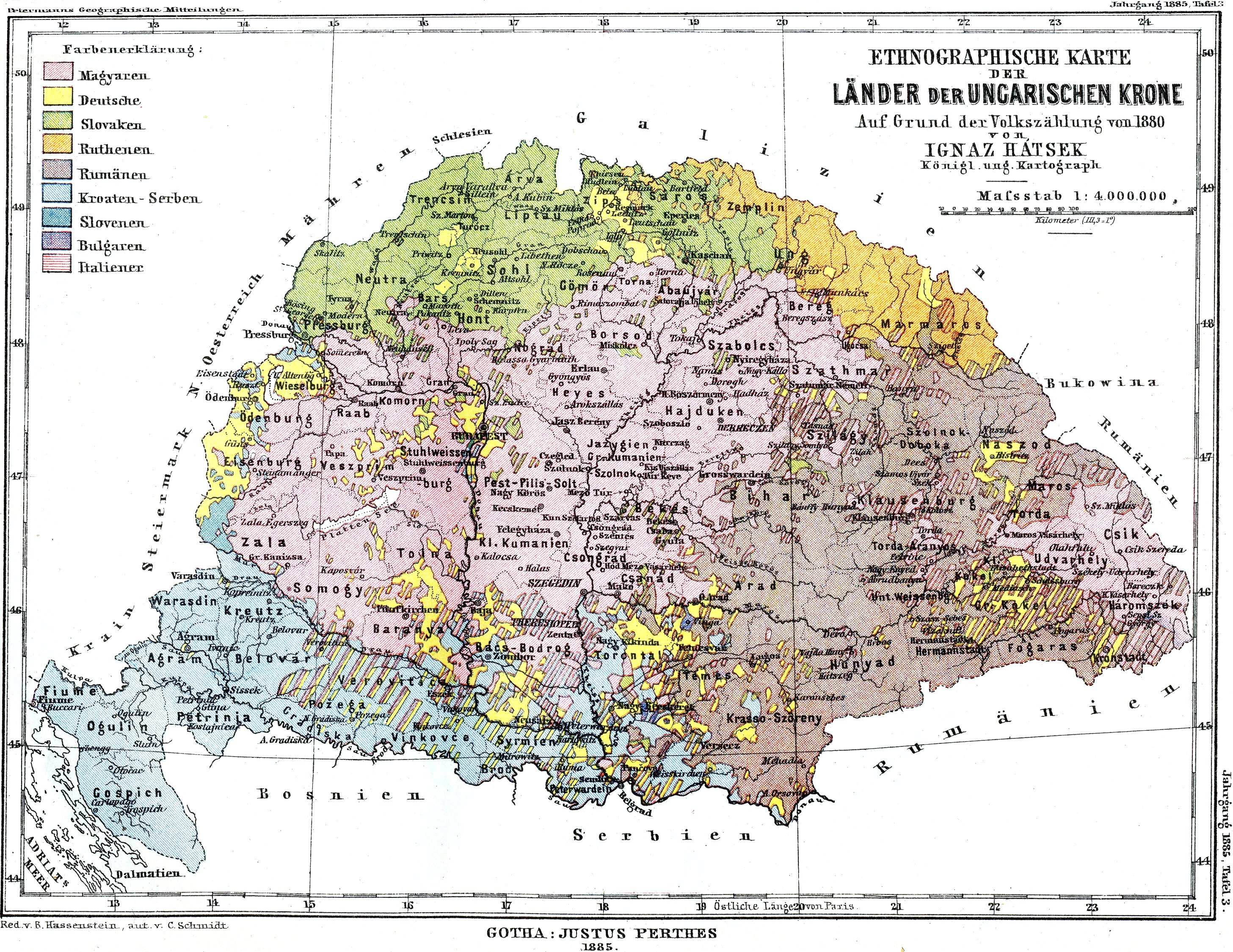
Етнічна карта Угорщини відповідно до перепису 1880 року

У жовтні 1918 року серед польських авторів почали висуватися пропозиції приєднання Орави та Спишу до нової польської держави. У листопаді 1918 року польські війська зайняли Ораву, а грудні — Спиш. Однак ці польські дії суперечили рішенню Антанти від 5 грудня 1918 року про те, що кордон між польськими та словацькими землями пройде колишнім адміністративним кордоном між угорськими та австрійськими землями всередині Австро-Угорщини. Традиційно добрі польсько-угорські відносини призвели до того, що ці дії були погано сприйняті у самій Польщі; польські представники в Будапешті повідомили угорський уряд про те, що ці акції відбулися без відома польського уряду і що вони не є замахами на цілісність земель Угорщини.
Польською владою було оголошено, що на окупованих територіях Орави та Спишу наприкінці січня 1919 року будуть проведені вибори до польського сейму. Оскільки подібні дії означали б фактичний польський суверенітет над цими землями, і дали б згодом сильний козир на переговорах про кордон, чехословацька влада намагалася перешкодити проведенню цих виборів. Вони звернулися до представників Антанти у Будапешті, які наказали польській владі звільнити зайняті території до 13 січня 1919 року. На середину січня практично весь спірний регіон перейшов під чехословацький контроль.
На мирній конференції в Парижі головним спірним питанням польсько-чехословацького кордону був Цешинський конфлікт, і задовільного рішення не було знайдено. Радянсько-польська війна змінила ситуацію в регіоні, трохи зблизивши Польщу та Чехословаччину, і 10 липня 1920 обидві сторони звернулися за міжнародним арбітражем. За рішенням конференції у Спа 28 липня Польща отримала 20% території Орави та 4,2% території Спишу. Чехословацька сторона визнала новий кордон того ж дня, польська – 31 липня.
Рішення арбітражу залишило почуття незадоволеності обох сторін. У Чехословаччині Бенеш зазнав різкої критики за порушення історичних кордонів, а словацькі автономісти почали використовувати тему Орави та Спишу в античеській пропаганді.

## Спір за Яворину
Обидві сторони погодилися з пропозицією комісії з розмежування про передачу Ліпниці в Польщу взамін на Гладівку та Суху Гору, що передавались в Чехословакію, проте остання рішуче заперечила, коли Польща захотіла отримати ще й Яворину в Словацькому Спиші, і відмовилася навіть тоді, коли Польща запропонувала взамін Кацвін і Недзицю в Польському Спиші. Чехословаччина вважала, що питання про входження Яворини в Словацький Спиш вже вирішено конференцією в Спа, тоді як польська сторона вважала, що Чехословаччина повинна передати їй Яворину на знак доброї волі як компенсацію за несправедливе (на думку Польщі) рішення про кордон у Цешинській Сілезії.
Для обох сторін суперечка перетворилася на питання престижу. Конференція послів передала суперечку до Ліги Націй із рекомендацією про передачу справи до Міжнародного суду в Гаазі. 17 грудня 1923 року Рада Ліги Націй не підтримала пропозицій Польщі, і Яворина залишилася у складі Чехословаччини.

## 1938

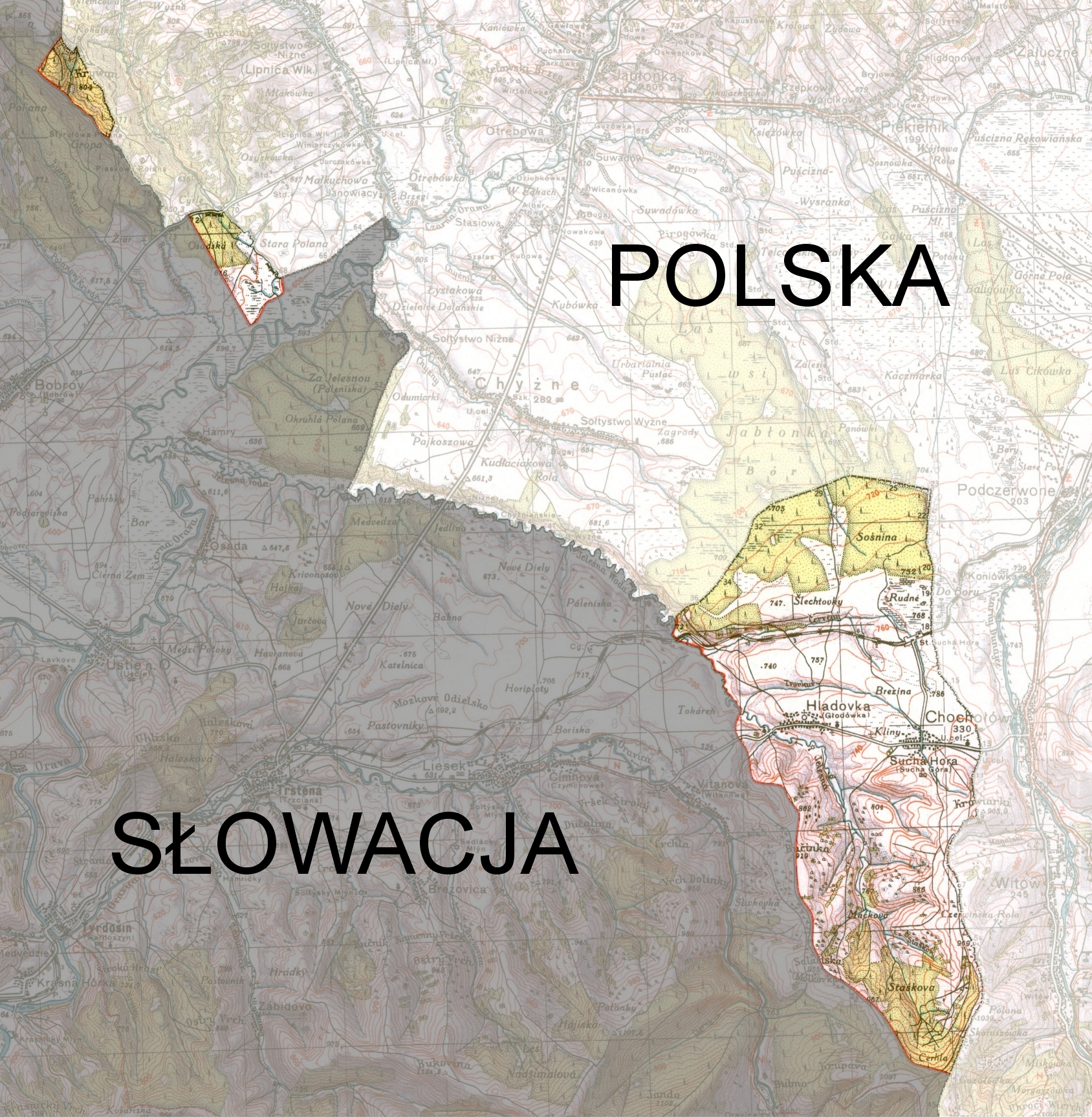
Частина словацької Орави, передана у 1938 році Польщі

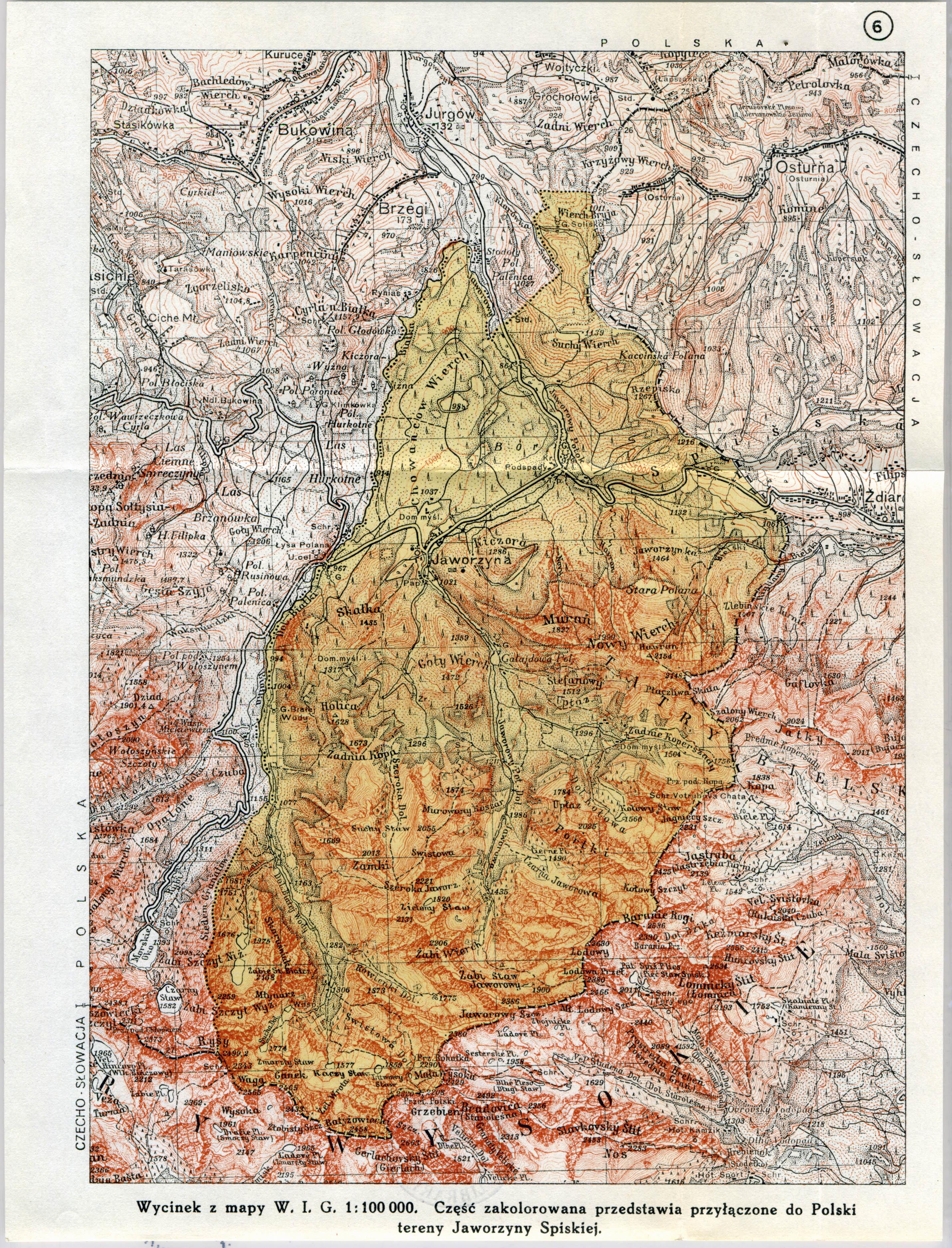
Частина словацького Спишу, передана у 1938 році Польщі

Після окупації Заолжя у жовтні 1938 року Польський уряд продовжив докладати зусиль до «комплексного вирішення чехословацького питання», підтримавши створення незалежної Словаччини. Однак Словаччина почала слідувати в руслі не Польщі, а Німеччини, і тому в Польщі знову порушили територіальні питання. Було створено Комітет допомоги Спишу, Ораві та Кісуциму, а також Комітет об'єднання оравських поляків. Вони вимагали приєднання до Польщі територій, площею кілька тисяч квадратних кілометрів, на яких проживало понад сто тисяч людей.
Польський уряд направив свої вимоги не до Праги, а безпосередньо до Братислави. У ноті Польщі вимагала землі в районі Чадця, частині Татрських лісів, Яворину, П'яніну-на-Дунайці, річку Попрад та різні населені пункти, в яких проживало близько 6 тисяч людей. Словацький автономний уряд відкинув польські вимоги та запропонував керуватися етнічним принципом. Послідував польський ультиматум, і словацький і чехословацький уряди, одночасно вирішуючи територіальні проблеми з Угорщиною, були змушені поступитися, погодившись на вирішення питання шляхом плебісциту. Чехословаччина призначила представників зі Словацького уряду як свою частину комісії з делімітації кордону, і комісія розпочала роботу у складних умовах ворожості з боку місцевого населення, яке не бажало передачі своїх земель Польщі.
24 листопада 1938 року в Оравську-Подзамці два камені потрапили в автобус з польською делегацією, і польський уряд негайно заявив, що для забезпечення миру та безпеки на спірну територію мають бути введені польські війська. Наступного ранку оперативна група «Сілезія» польської армії перетнула кордон, і в районі Чадца відбувся бій між польськими та чехословацькими військами; аналогічні сутички сталися у районі Яворини. 30 листопада було підписано делімітаційний протокол, відповідно до якого Словаччина втратила 226 км², на яких проживало 4280 осіб. Польська влада негайно розпочала полонізацію приєднаних територій.

## Після Другої світової війни
Після Другої світової війни Чехословаччина заявила, що вважає межами держави ті, що існували до Мюнхенської угоди, таким чином відмовляючись від територій, відторгнених Словацькою державою від Польщі у 1939 році. 20 травня 1945 року в Трстені було підписано угоду про повернення цих територій Польщі, і чехословацькі прикордонники повернулися на домюнхенський кордон, незважаючи на протести місцевого населення, яке не бажало переходу до польського підданства.
Після закінчення війни, Польща, прагнучи побудувати моноетнічну державу, в якій проживали б всі поляки, знову порушила питання про Цешинську Сілезію. Ситуація ускладнилася тим, що після передачі Польщі колишніх німецьких територій у Сілезії біля Польщі утворилися райони з проживанням чеської нацменшини. Після безплідних переговорів у 1947 році під тиском СРСР між Польщею та Чехословаччиною було підписано договір про дружбу та взаємодопомогу, що зафіксував непорушність повоєнних кордонів. Це трохи остудило ситуацію. 1958 року у Варшаві Польща та Чехословаччина підписали остаточний договір про проходження польсько-чехословацького кордону. Договір набув чинності 14 лютого 1959 року.